# Куриловичи (Мостовский район)
Куриловичи (бел. Куры́лавічы) — агрогородок в Мостовском районе Гродненской области Беларуси. Административный центр Куриловичского сельсовета.

## География
Расположен в 26 км в направлении на юго-восток от города Мосты, в 86 км от Гродно.
Ближайшие населённые пункты Говчево, Меховск, Нацково и др.
Пролегают дороги Р-41, Н-7751.

## История

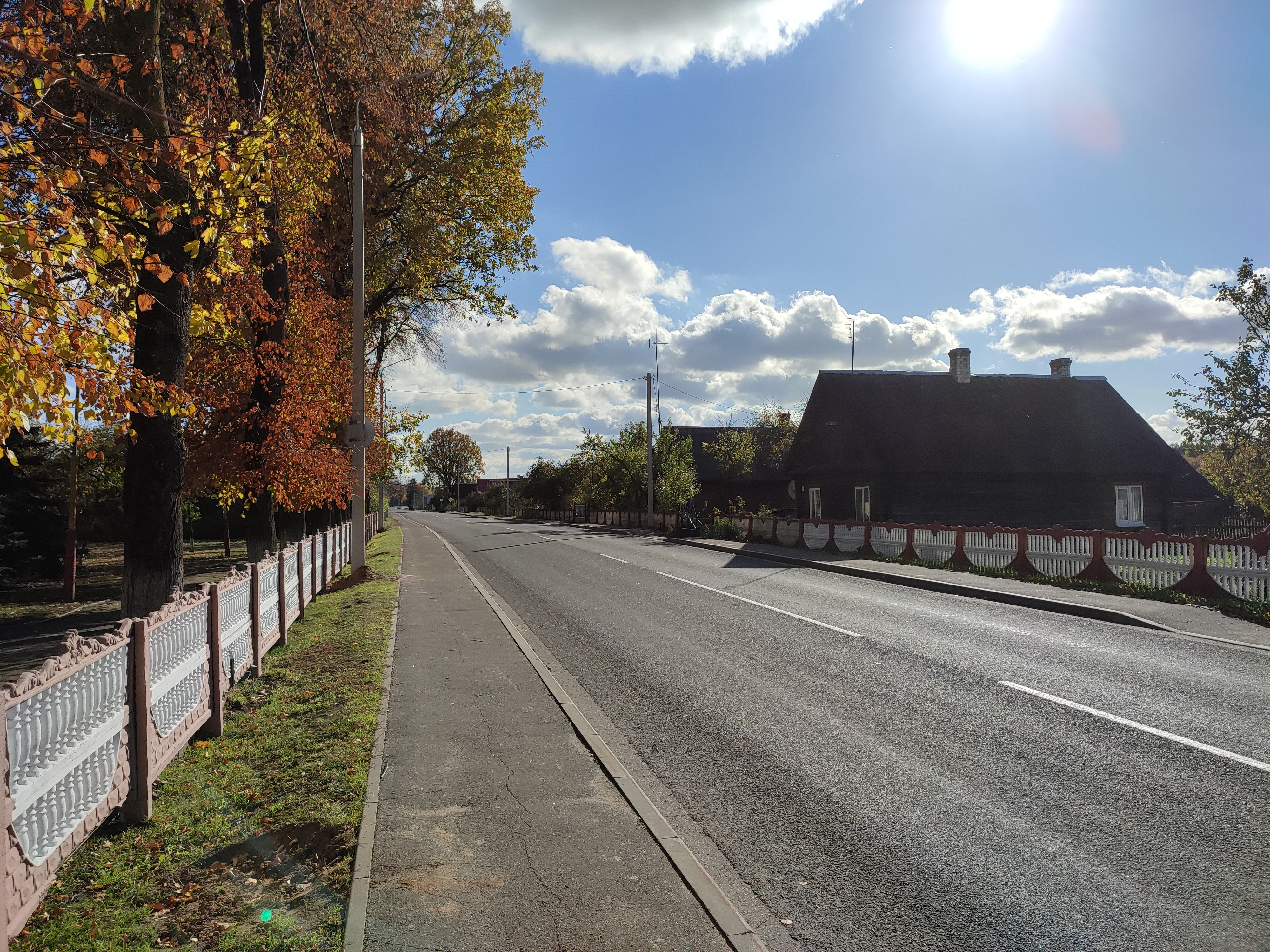

С 1905 года в Куриловичской волости Слонимского уезда Гродненской губернии.
Куриловичи относились к Щарскому православному приходу.
В 1873 году открыто народное училище.
В 1886 году в деревне насчитывалось 54 двора, 341 житель, действовало народное училище (55 мальчиков, 5 девочек), волостное управление, питейный дом. К 1905 году было 387 жителей. В это время недалеко от деревни размещалась усадьба Куриловичи, 2 жителя.
С 12 октября 1940 года центр сельсовета.
В Великую Отечественную войну с июня 1941 года до 13 июля 1944 года оккупирована немецкими фашистами, которые погубили 36 жителей, из них 22 в декабре 1942 года. На фронте воевали 34 односельчанина, из них 10 погибли, 7 жителей погибли в партизанах.
В 1972 году — 137 дворов, 444 жителя.
В 2009 году деревня Куриловичи преобразована в агрогородок.

## Население

### Численность
- 2009 год — 401 жителей

### Динамика
- 1886 год — 341 жителей, 54 двора
- 1905 год — 387 жителей (деревня); 2 жителей (усадьба)[4]
- 1972 год — 444 жителей, 137 дворов
- 1998 год — 496 жителей, 179 дворов[3]
- 1999 год — 489 жителей (перепись населения)
- 2001 год — 480 жителей, 161 двор
- 2009 год — 401 жителей (перепись населения)[4]

## Инфраструктура
Дом культуры, библиотека, средняя школа, детский сад, больница, аптека, лесничество, дом “Ветеран”, комплексный приёмный пункт бытового обслуживания, отделение связи, отделение “Беларусбанка”.

## Культура
- Музей ГУО "Куриловичская средняя школа"

## Достопримечательность
- Памятник землякам, погибшим в Великой Отечественной войне[3].
- Храм Святой Троицы.

## Галерея

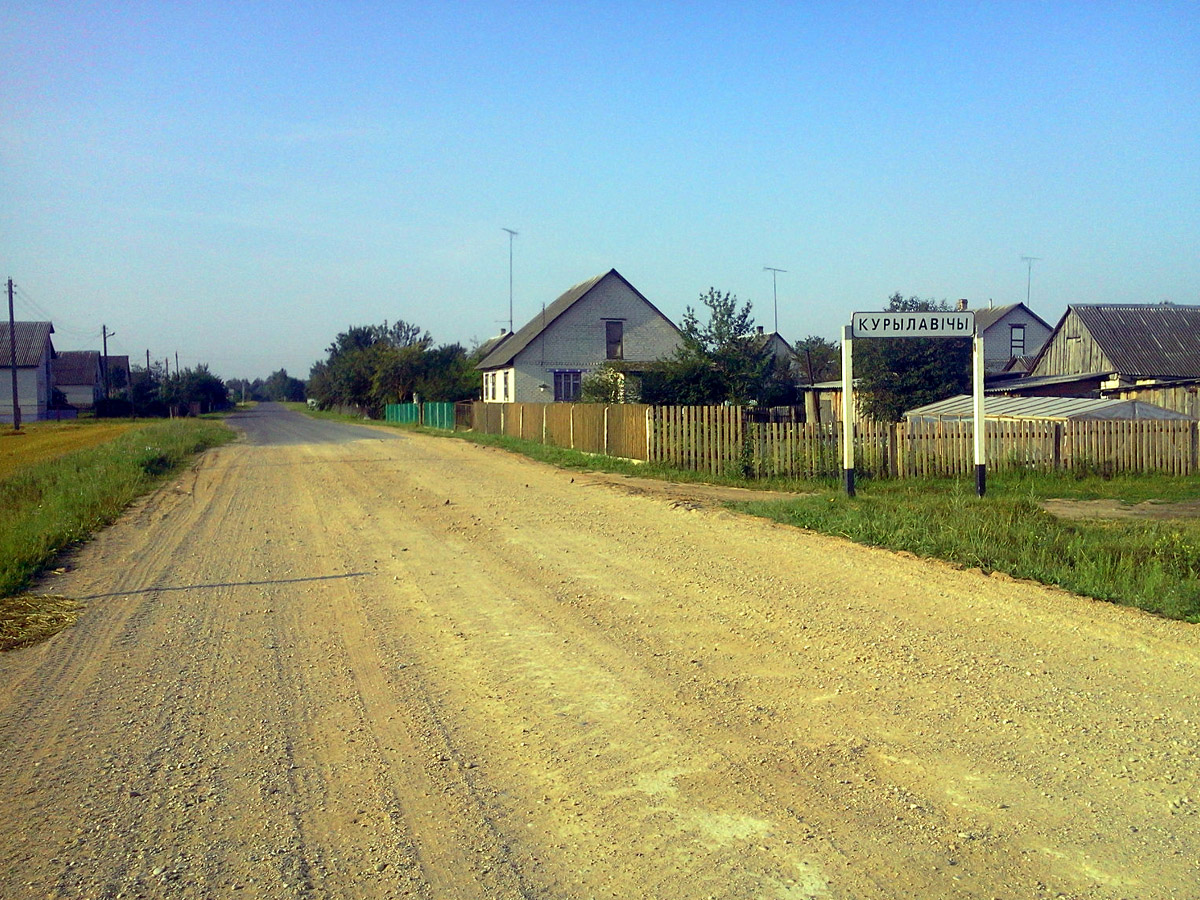
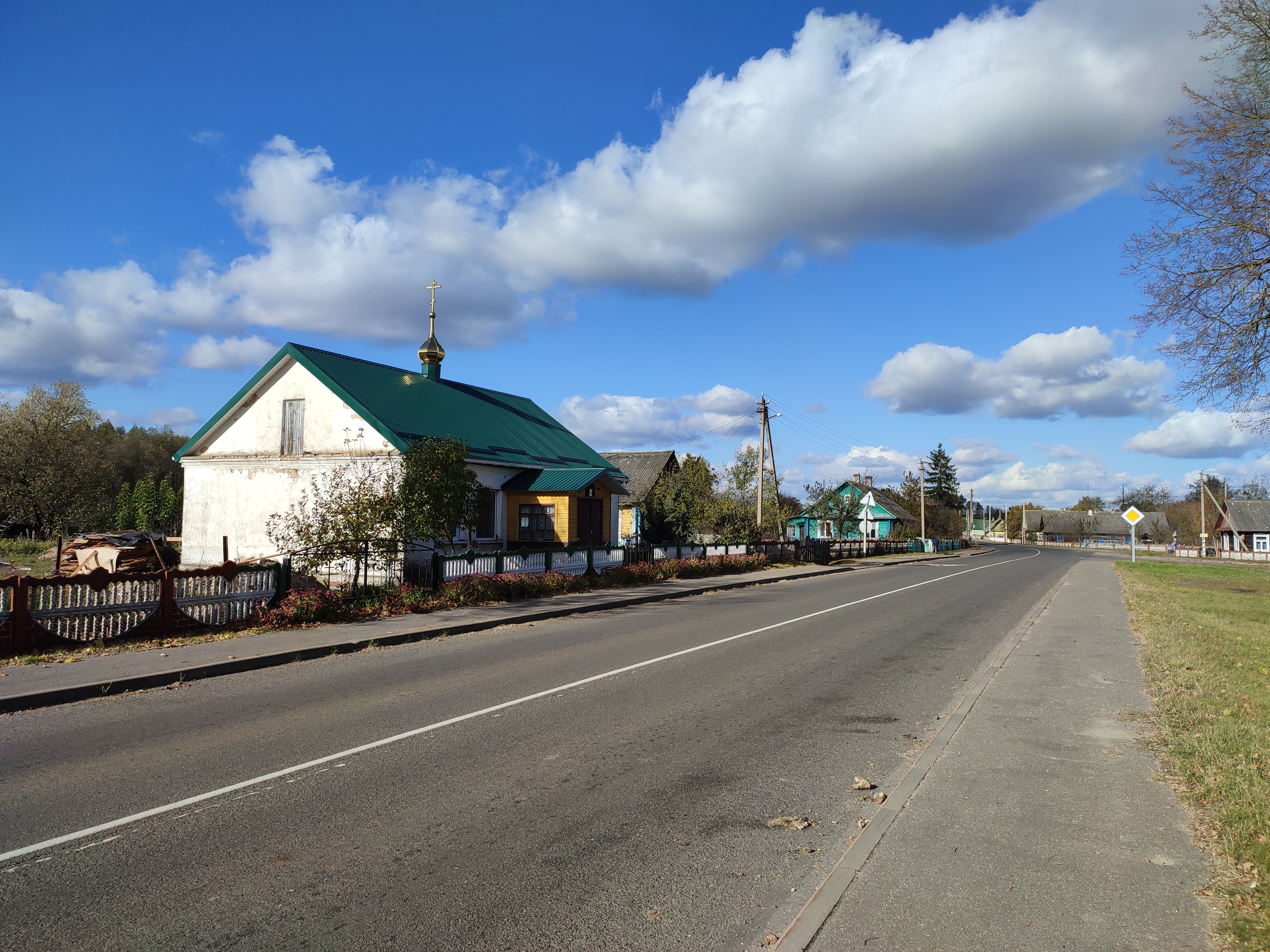
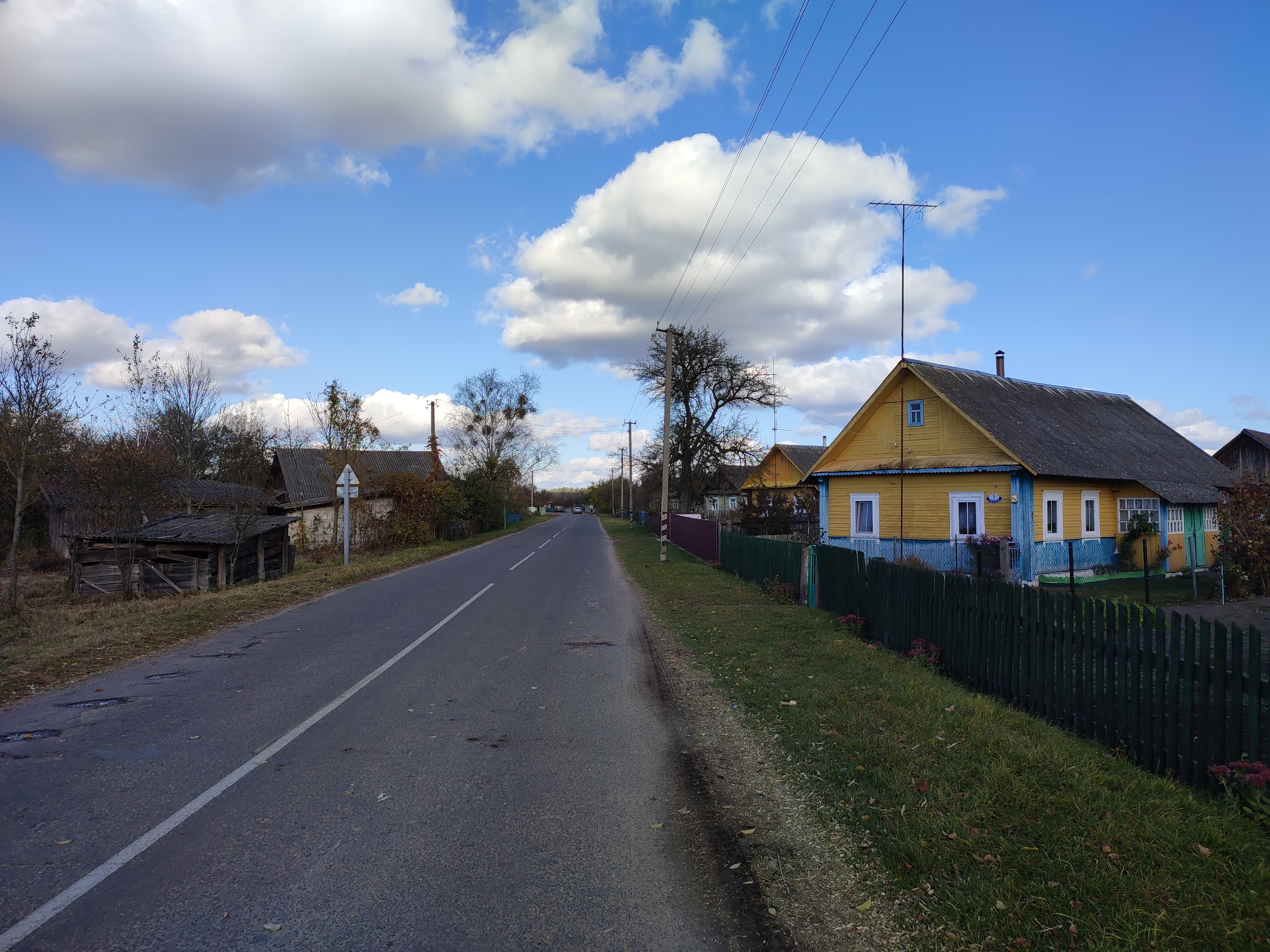
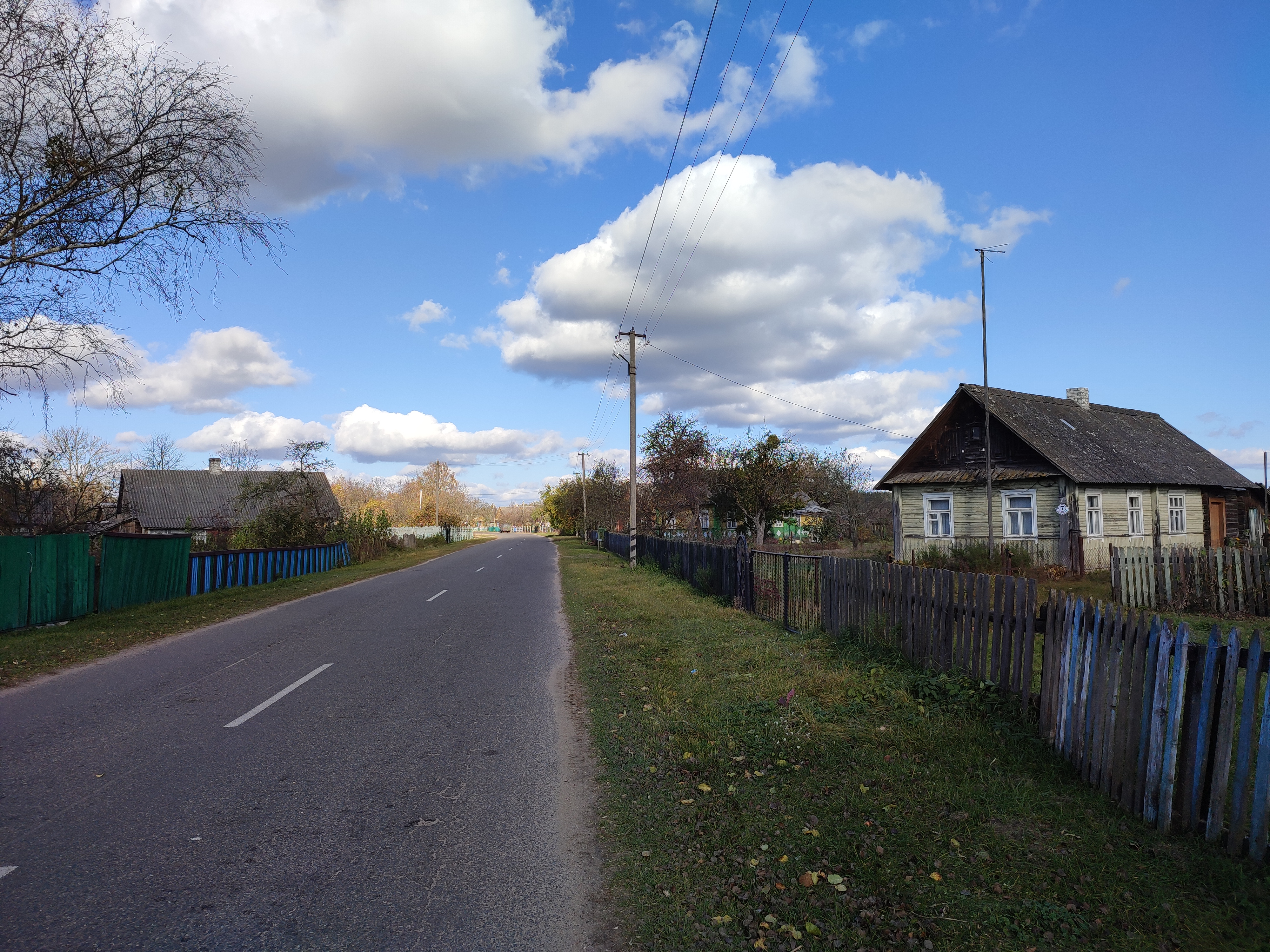
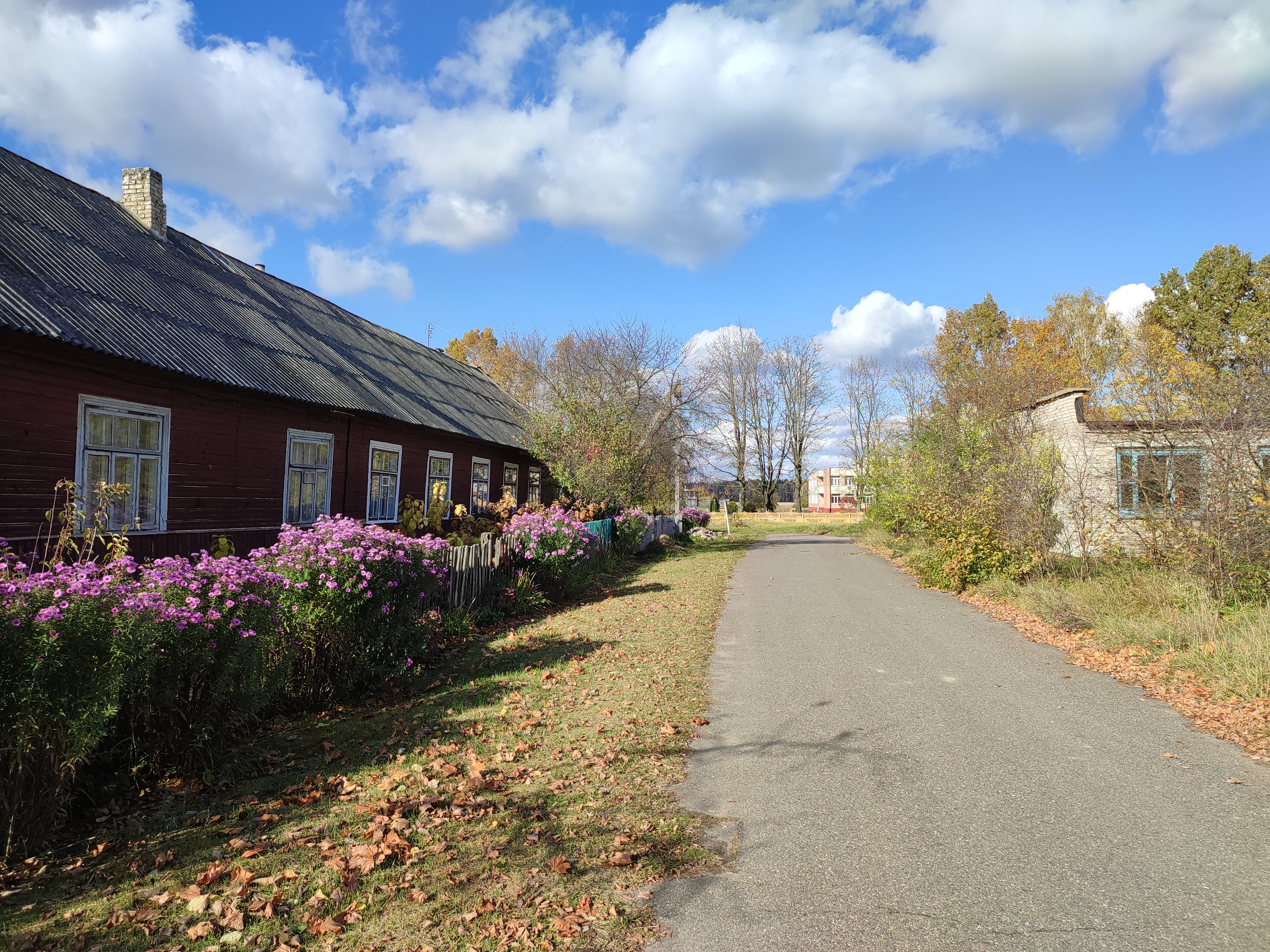
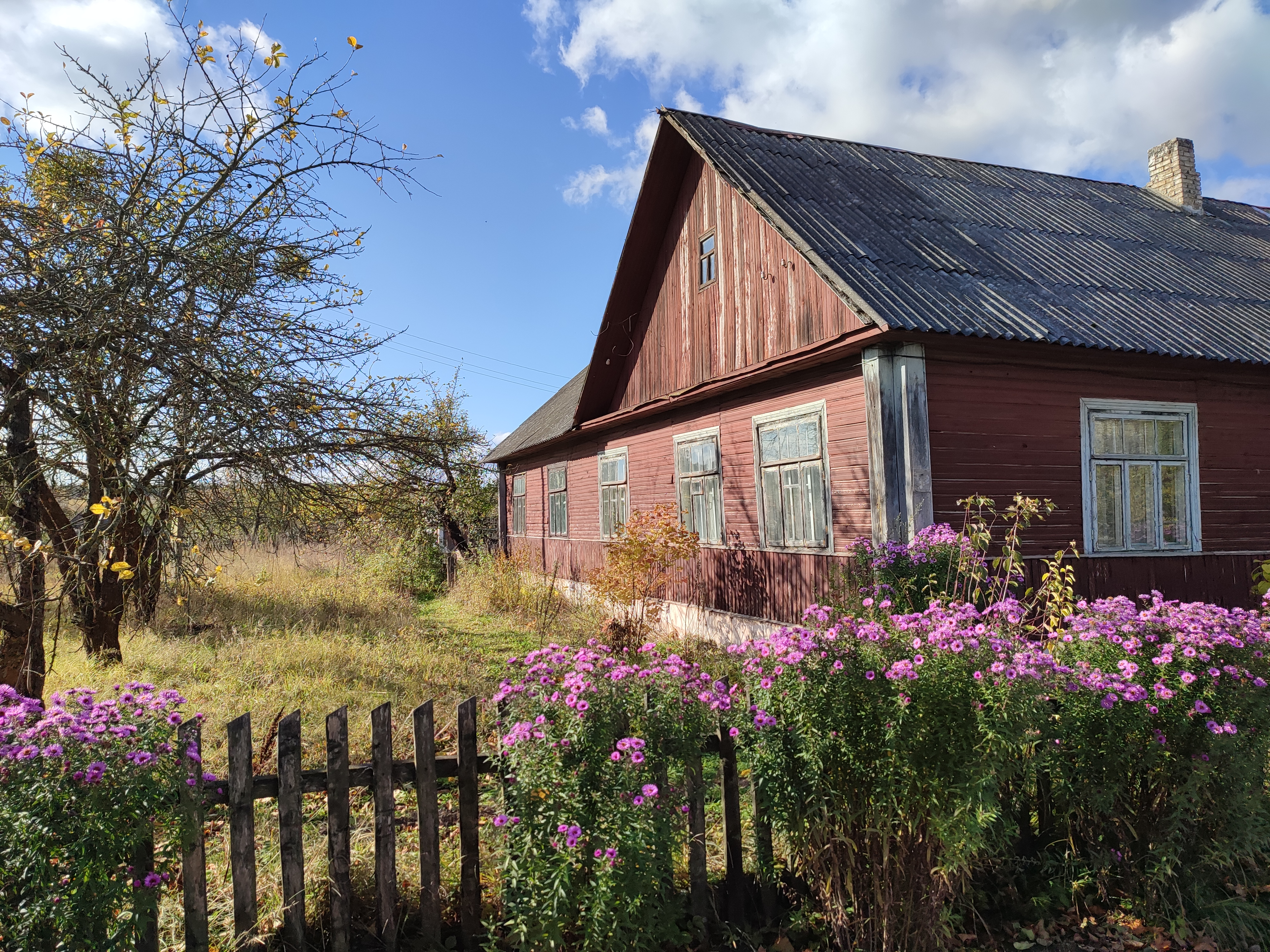
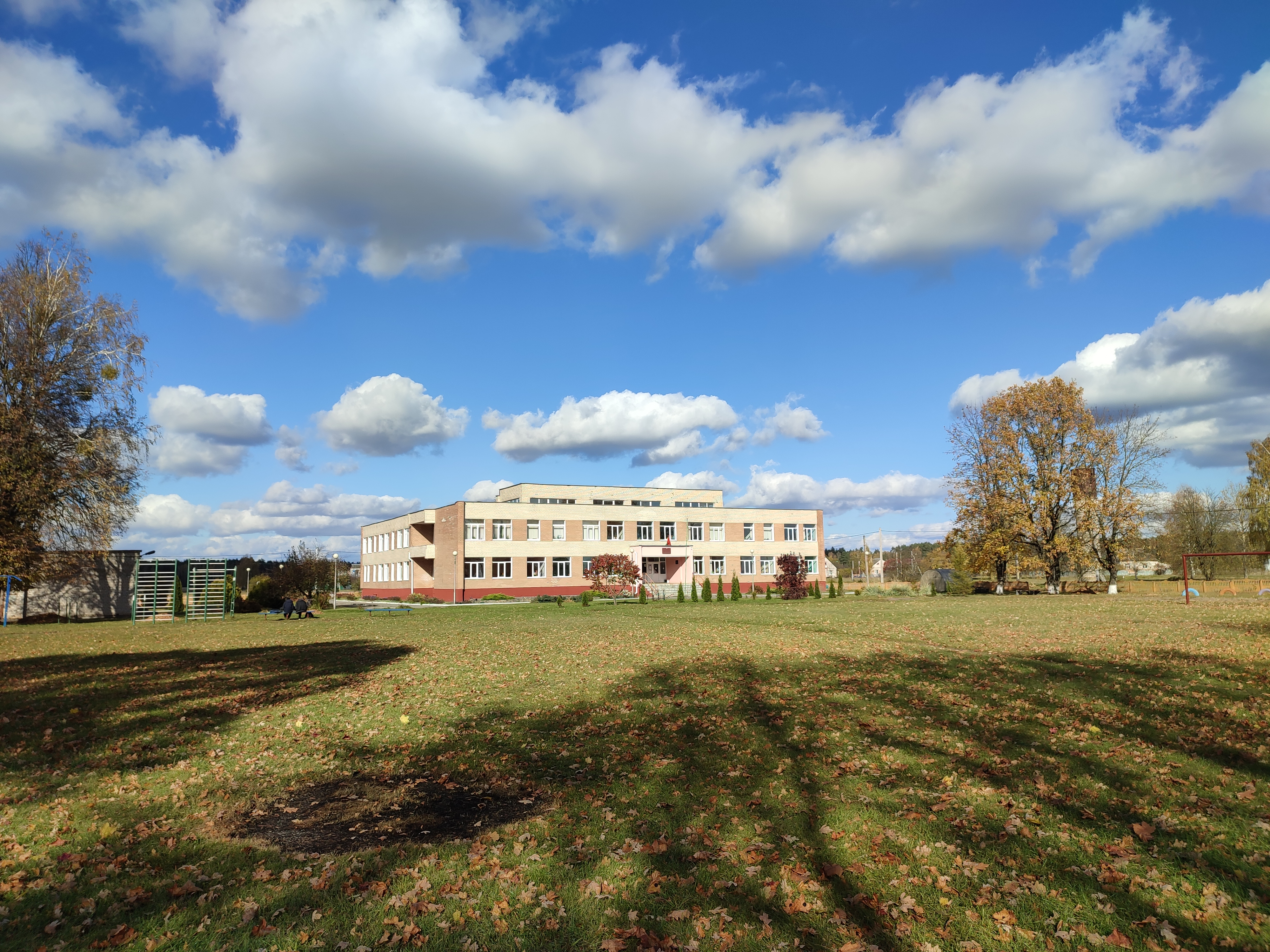
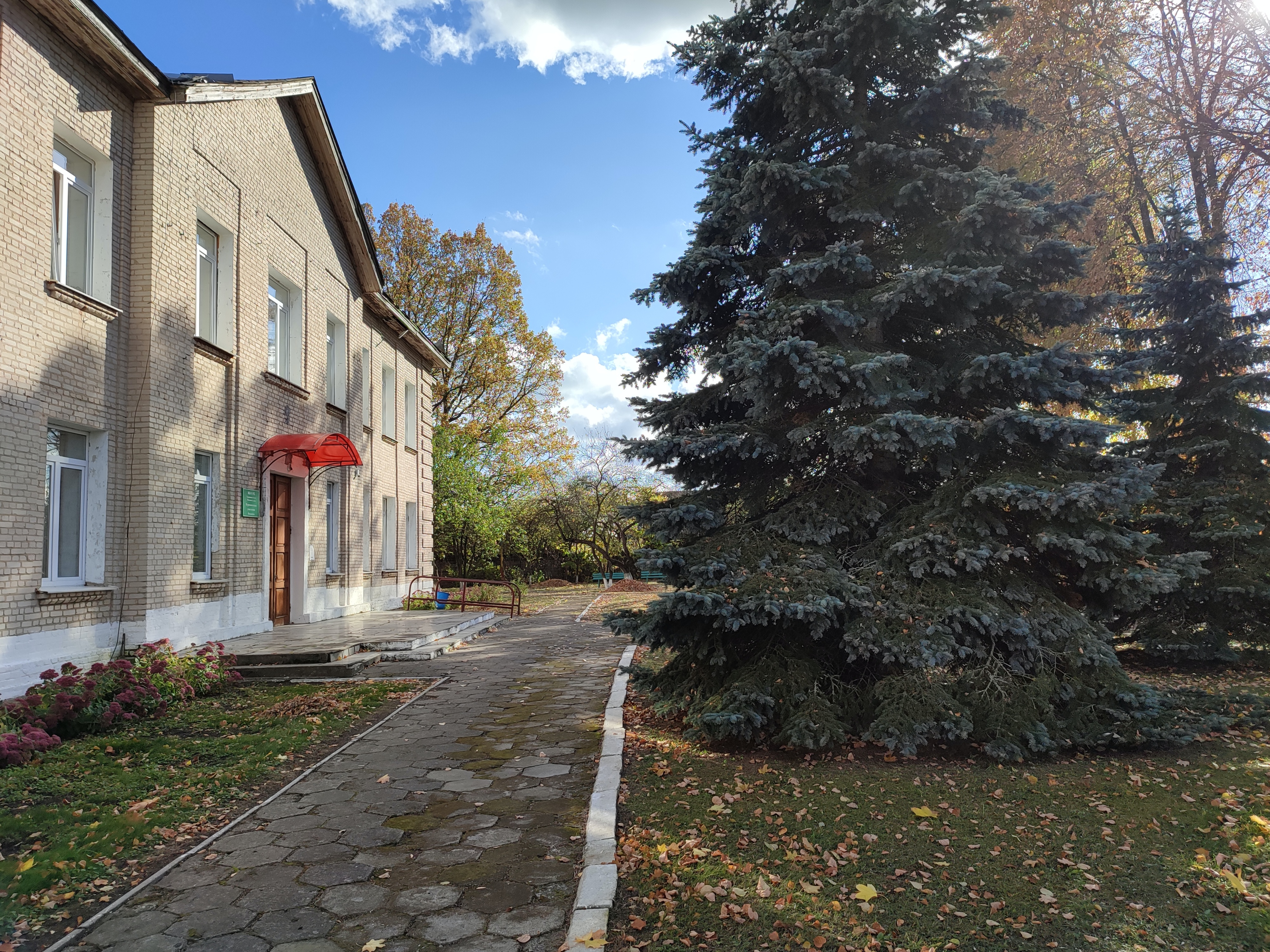
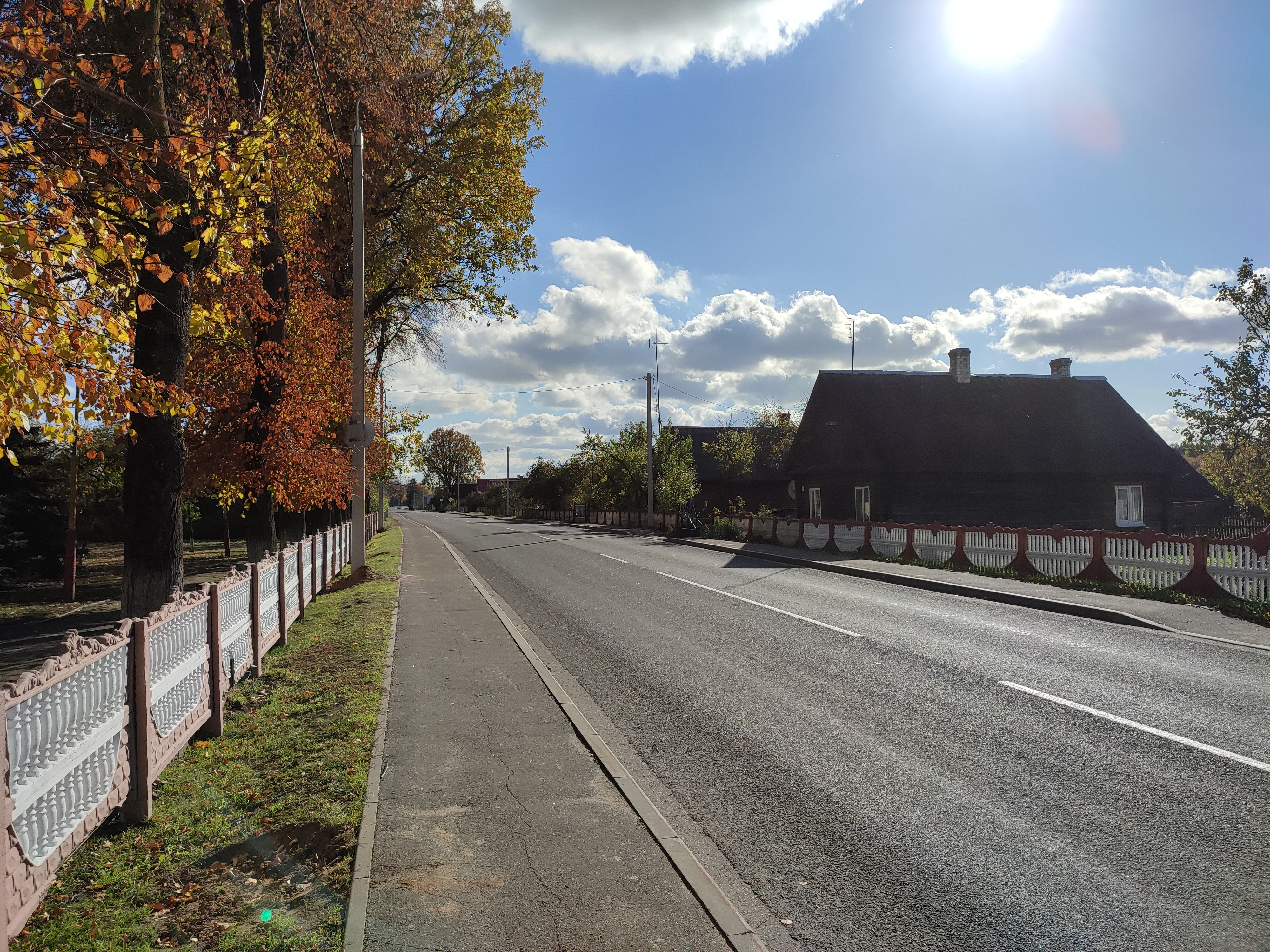
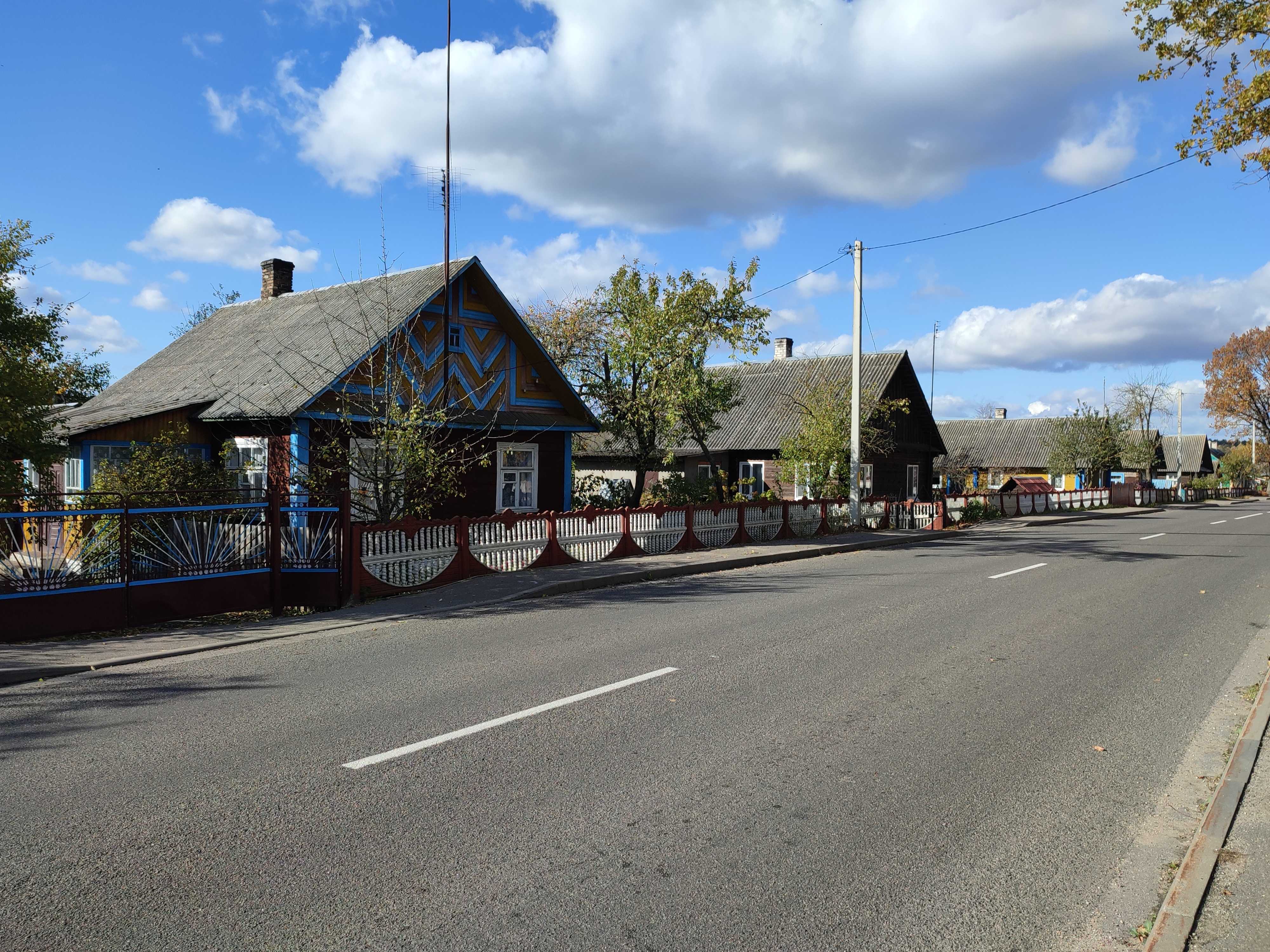
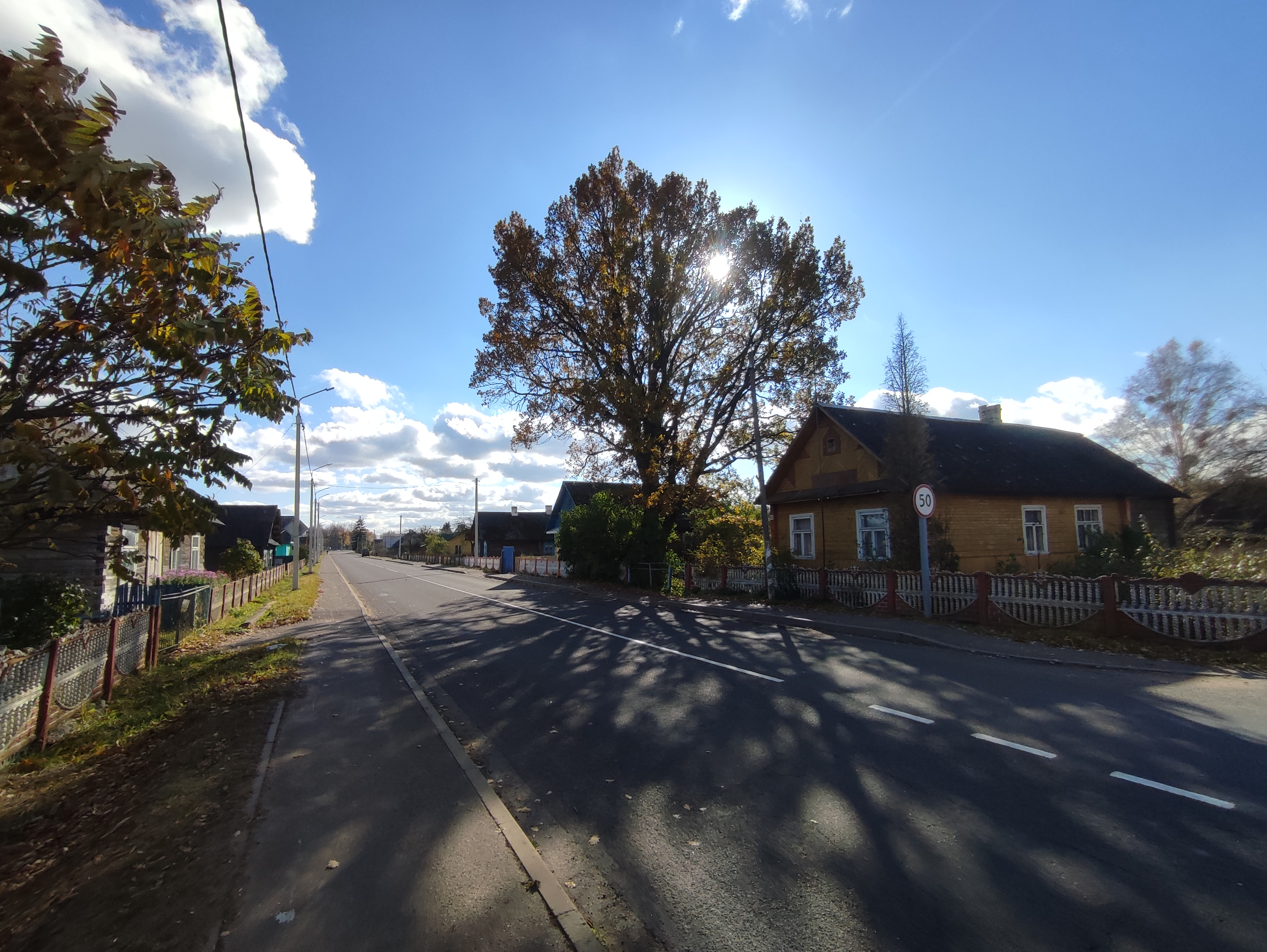
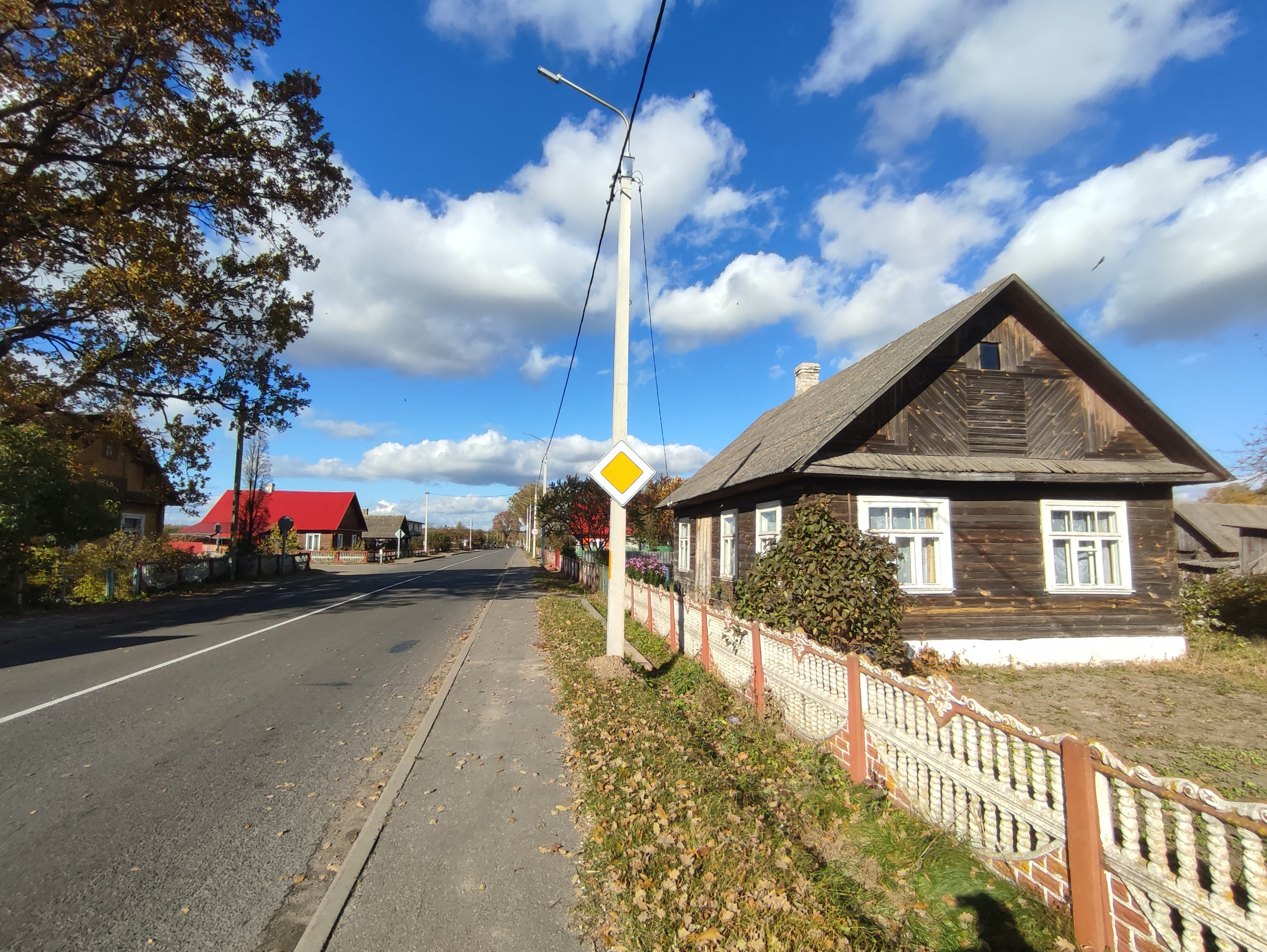
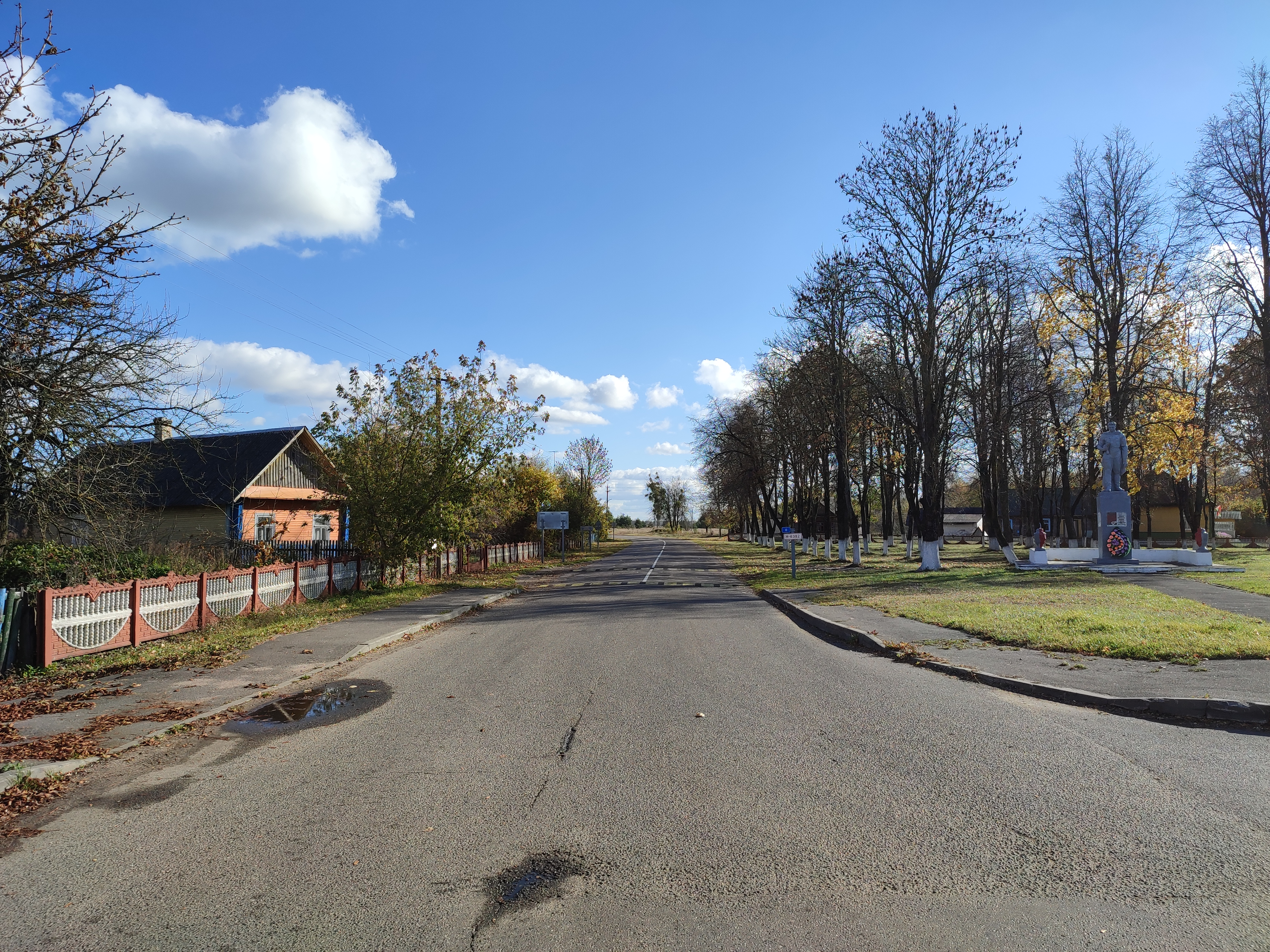
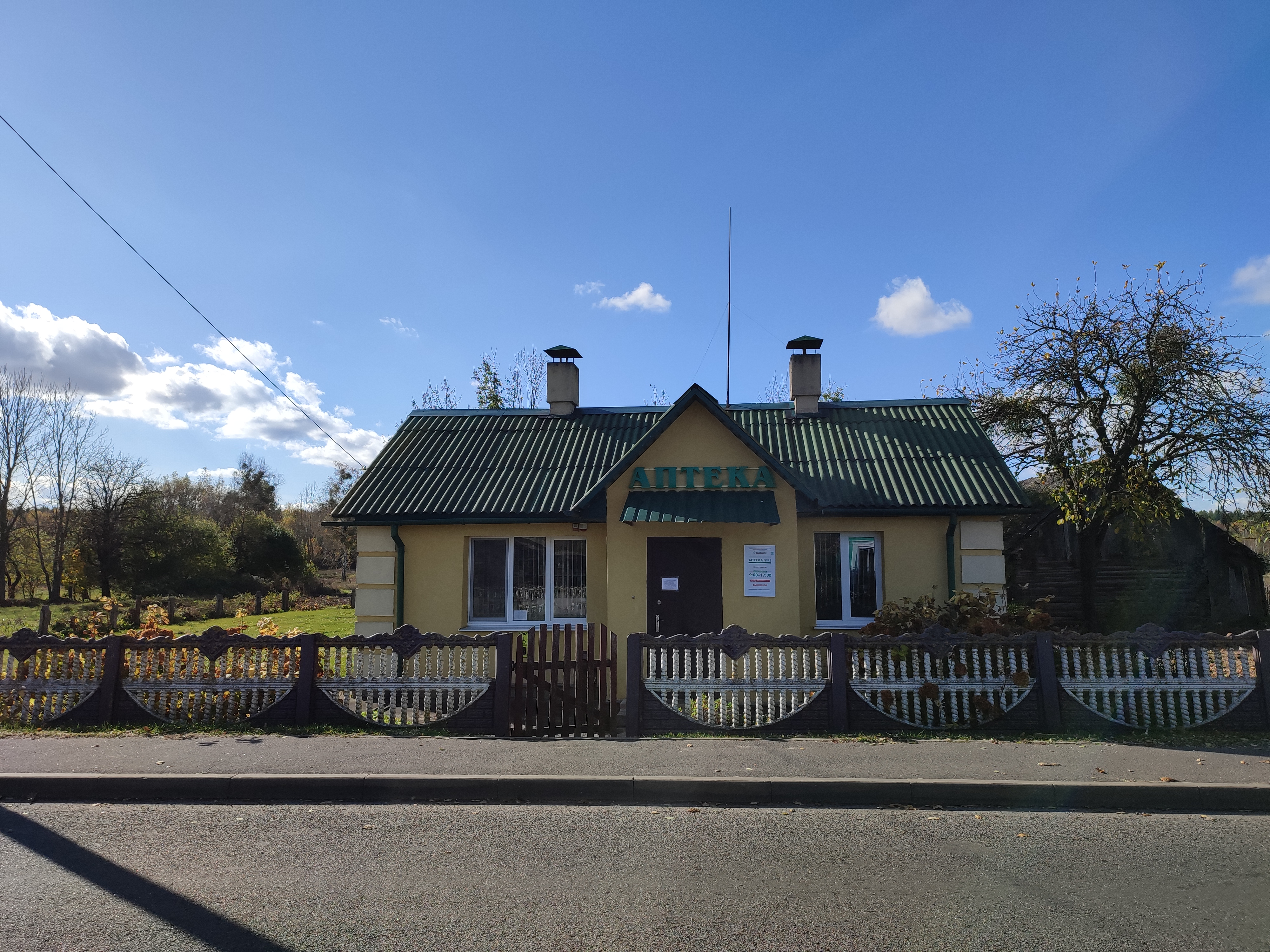
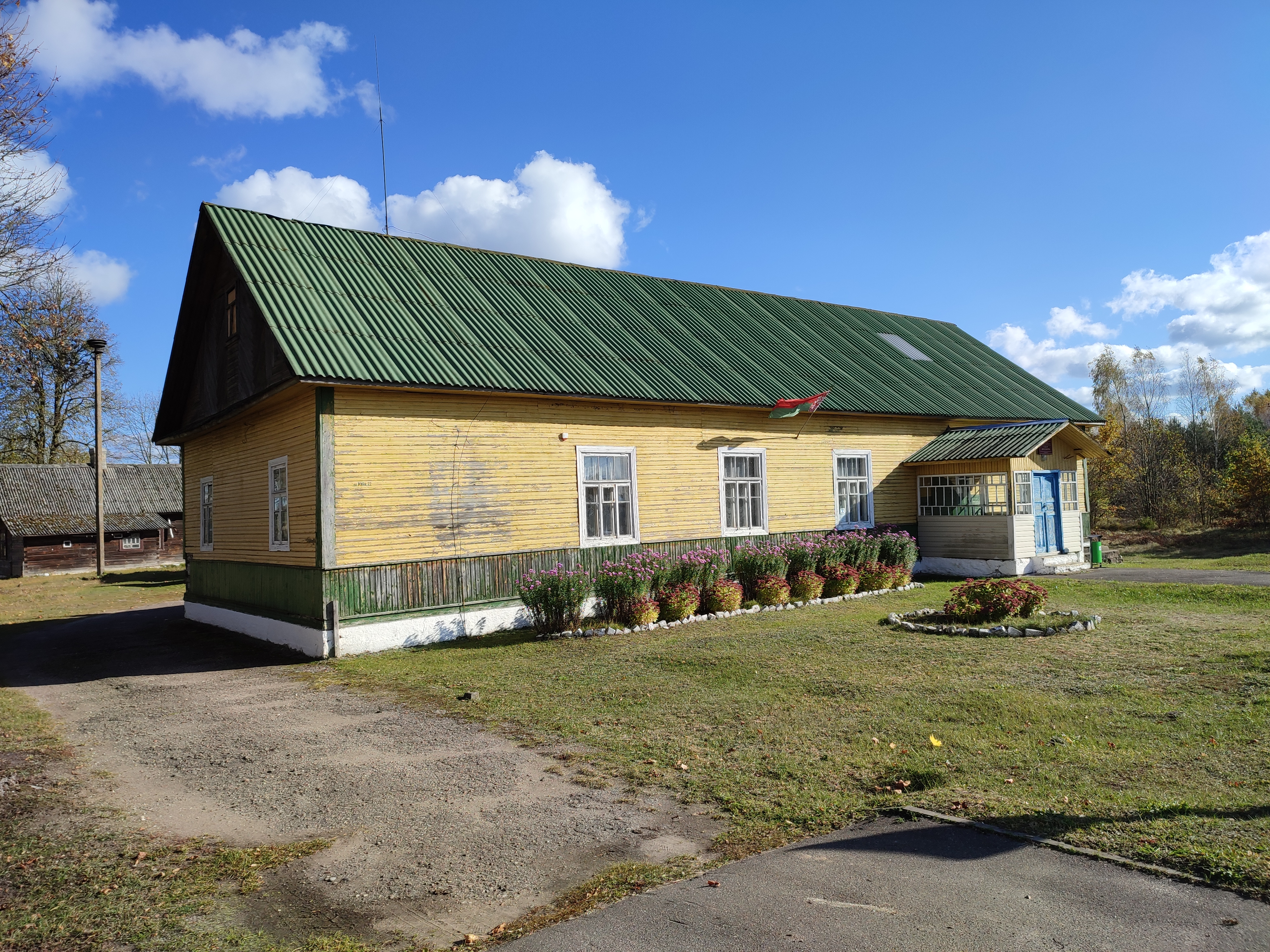